# Tomás Óg Bourke
Tomás Óg Bourke  (mort en 1460) est le 5e seigneur de Mayo de 1458 à 1460

## Origine
Tomás Óg  Bourke, (c'est-à-dire Thomas le Jeune) est le 4e fils  Sir Thomas Bourke (†  1402) fils de Edmund Albanach de Burgh fils de William Liath de Burgh

## Biographie
Tomás [II] Óg Bourke est élu Mac William Íochtar  ou Mac William Eighter c'est-à-dire Chef des Bourke du Haut/Nord ou de Mayo en 1469 après son frère Edmund na Féasóige Bourke, Seaán le 3e fils et tánaiste, étant décédé en 1456.À la mort de son père il avait hérité du domaine de Moyne-Culeagh où il fait édifier le monastère de Moyne.
Les Annales des quatre maîtres se contentent de noter sa disparition:
Thomas, le fils de Thomas Burke (qui était devenu  Mac William à la mort d'Edmond Burke), meurt.
Il a pour successeur son frère cadet Risdeárd mac Thomas Bourke le dernier membre de la fratrie

## Sources
- (en) T.W Moody, F.X. Martin, F.J. Byrne A New History of Ireland , Volume IX Maps, Genealogies, Lists. A companion to Irish History part II . Oxford University Press réédition 2011  (ISBN 9780199593064).
- (en)  Martin J. Black Journal of the Galway Archeological and Historical Society Vol VII n°1 « Notes on the Persons Named in the Obituary Book of the Franciscan Abbey at Galway » 1-28.